# Wolfgang Bellmer

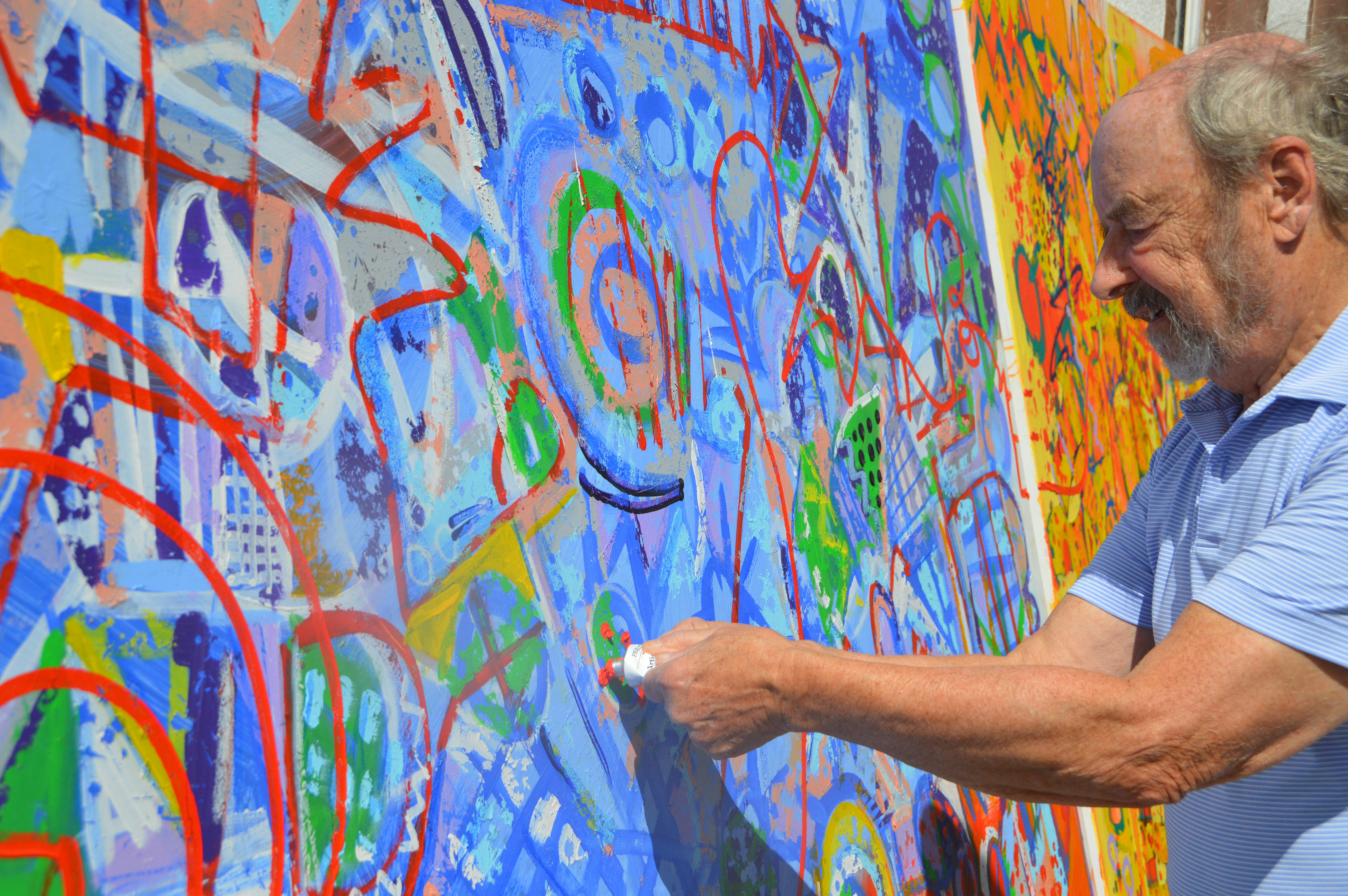
Wolfgang Bellmer

Wolfgang Bellmer (* 7. Februar 1940 in Holzminden, Deutschland) ist ein zeitgenössischer deutscher Maler und Schriftsteller, Rechtsanwalt und Notar i. R.

## Leben
Wolfgang Bellmer wurde am 7. Februar 1940 als Sohn von Anna-Elise, geb. Haarmann, und August Bellmer in Holzminden im Weserbergland geboren. Bereits auf dem Gymnasium kam er mit der Malerei in Berührung, die ihn seitdem nicht mehr losließ. Mit seinem Freund und Mentor Jürgen Rissmann, später Professor für angewandte Kunst, unternahm Bellmer die ersten Touren mit Stift und Tuschkasten durchs Weserbergland.
Bellmer schlug die Juristenlaufbahn ein, studierte Rechtswissenschaften in München, Kiel und Würzburg und war von 1993 bis 1996 Bürgermeister von Holzminden. Heute lebt und arbeitet er in Berlin, betreibt im niedersächsischen Eschershausen die „Kulturwerkstatt Bellmer“, ist Vater zweier Töchter und Großvater von fünf Enkeln.

## Werk

### Autorentätigkeit
Sein erster Roman, „Die durstige Insel“ (Relief-Verlag, München), ist das Resultat einer Wette mit Udo Jürgens, den Bellmer im Münchner Wirtshaus „Alter Simpl“ zufällig traf. Bellmer behauptete, er könne einen ganzen Roman über seine Zeit im Internat auf der Insel Wangerooge schreiben. Jürgens hielt die Wette mit einem Einsatz von 3.000 DM. Daraufhin schrieb Bellmer den Roman innerhalb eines halben Jahres in Schwabing.
Bellmers literarisches Werk befasst sich hauptsächlich mit Themen und Schauplätzen, die in Bezug zu seiner eigenen Person, seiner Familie oder seiner Heimat stehen. So beschreibt die Elise-Trilogie in drei Bänden das Leben seiner Mutter vor und nach dem Ersten Weltkrieg. Zu seinem Werk gehören ferner zwei Drehbücher für die Serie SOKO-Leipzig.
In seinem 2022 erschienenen Kombinationswerk Die Reise der Bilder (Verlag Jörg Mitzkat) vereint Bellmer sein literarisches Schaffen mit seiner bildlichen Kunst. Der Roman handelt von fünf Studenten, die mit einem Maler zusammenleben, welcher sie dreißig Jahre nach seinem Verschwinden als Erben einsetzt. Um ihr Erbe antreten zu können, müssen sie jedoch zunächst mithilfe von Kunstwerken, die der Maler ihnen überlassen hat, ein Rätsel lösen. Der Roman wird von einem Bildband begleitet, der die im Roman beschriebenen Bilder fotografisch in Szene setzt. Die im Bildband gezeigten Werke stammen ebenfalls von Bellmer selbst, der mit der Kombination aus fiktionaler Geschichte und realen Kunstwerken ein crossmediales Gesamtwerk schafft.

### Malerei

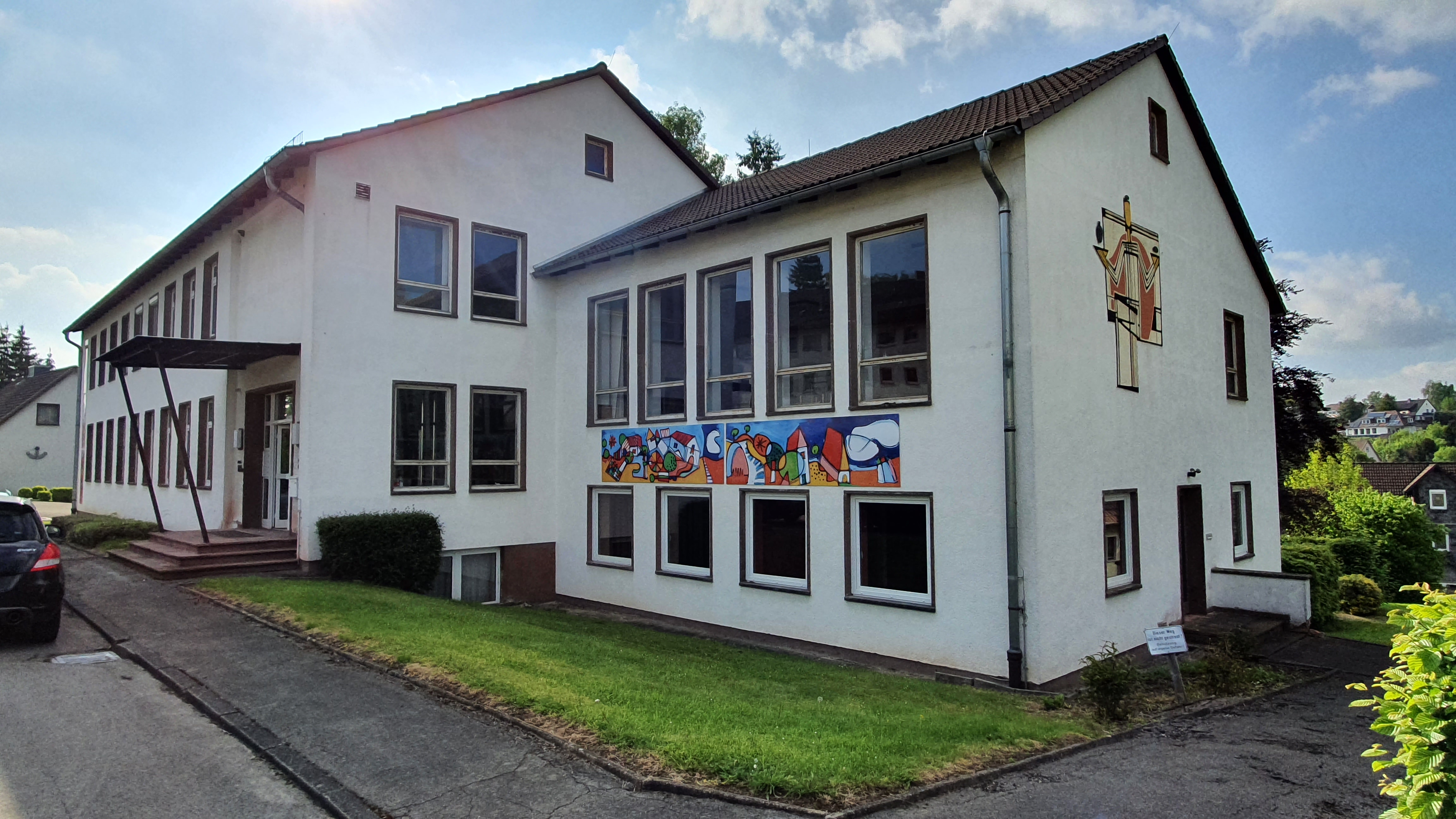
Das Bild zeigt die von Wolfgang Bellmer und Karl-Wilhelm Lange betriebene Kulturwerkstatt Bellmer in Eschershausen.

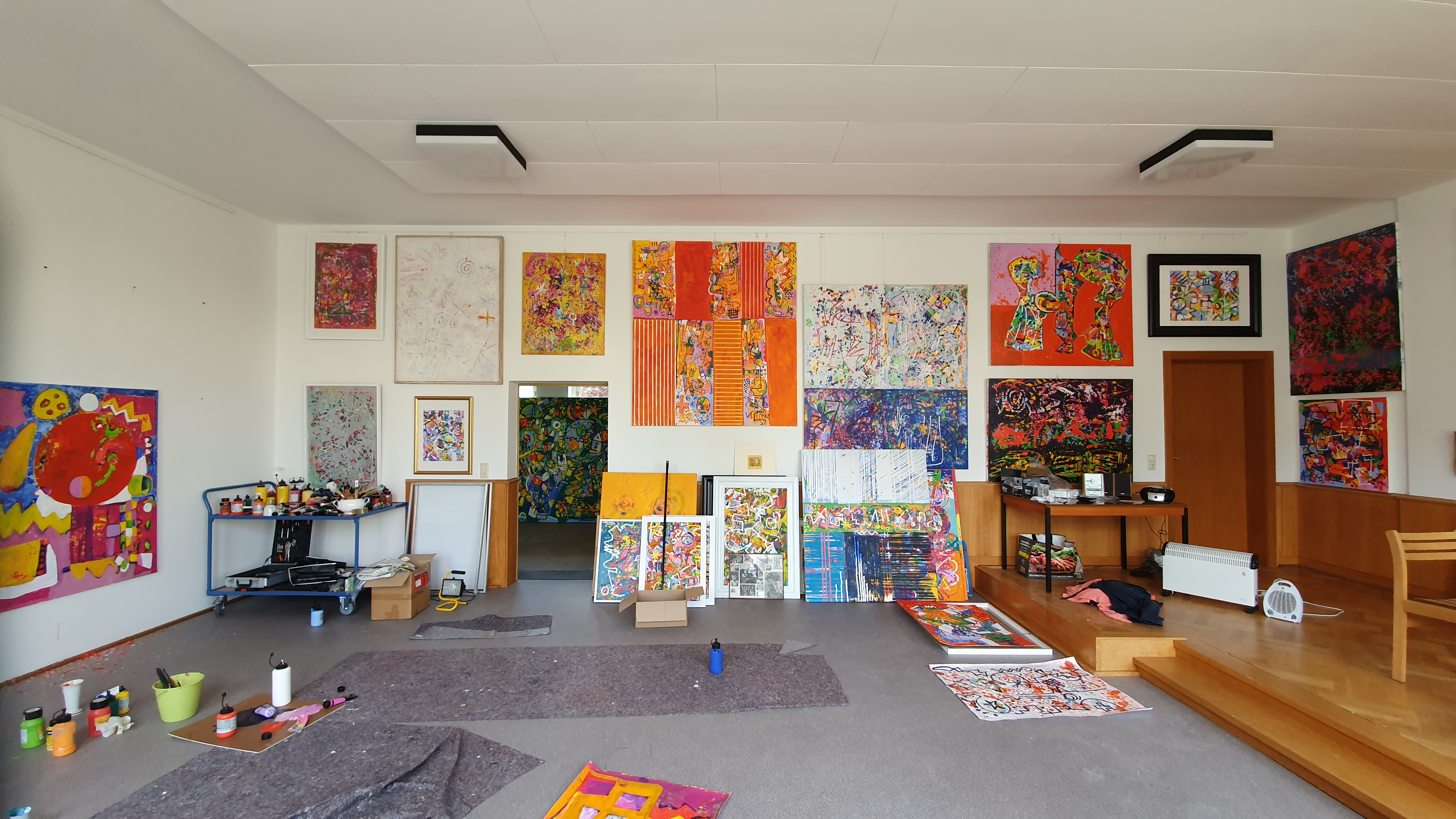
Dieses Bild zeigt Wolfgang Bellmers Atelier in seiner Kulturwerkstatt Bellmer in Eschershausen

In seinen Anfängen widmete sich Bellmer naturalistischen und ländlichen Motiven, die er zusammen mit dem heutigen Professor für angewandte Kunst, Jürgen Rissemann, auf Streifzügen durch das Weserbergland entdeckte. Bellmer belegte diverse Malkurse an der Hildesheimer Hochschule und Kunstlehrgänge und richtete sich mit 18 Jahren sein erstes Atelier ein, besuchte Spanien und Frankreich für Studienaufenthalte. In Spanien wurde Bellmer durch maurische Bauten wie die Alhambra inspiriert, denen gegenüber er die strenge Geometrie des christlichen Kreuzes stellt. Diese Elemente spiegeln sich häufig in seinen Werken wider. Die Gegenüberstellung von Leichtigkeit und strenger Geometrie erzeugen eine Bildspannung in Bellmers Werken, in denen viele Bildgegenstände und der vorperspektivische Raumbegriff ihren Ursprung in der mittelalterlichen Bildauffassung finden. Der hannoversche Künstlier Christoph Rust beschreibt Bellmers Kunst in einem Essay aus 1995 als bestürmenden Kampf zwischen geometrischen Formen und Farbfeldern.
Heute unterhält Bellmer Ateliers in Berlin, Eschershausen und Rerik und arbeitet hauptsächlich mit Schichtverfahren, bei denen er geschmolzenes Wachs einsetzt, um nach dem Auftragen diverserer Farbschichten und geometrischer Formen wie Kreisen, Kreuzen, Spiralen oder Gitter durch das Entfernen des Wachses einen Effekt der Auslassung zu erhalten. Seine Motive sind farbenfroh, bunt und abstrakt. Selten bis nie setzt er die Farbe Braun ein und setzt den emotionalen Wert der Farbe in den Mittelpunkt seiner Bilder.
2022 umfasst Bellmers malerisches Werk mehr als 2500 Leinwände und Hinterglasmalereien, von denen 1500 im Archiv der Kulturwerkstatt Bellmer im niedersächsischen Eschershausen aufbewahrt werden. Seit 2023 wird er von der Galerie der Moderne in Berlin vertreten.

## Soziales Engagement
2021 eröffnet Wolfgang Bellmer mit seinem Freund Karl-Wilhelm Lange im vorherigen Gerichtsgebäude in Eschershausen die Kulturwerkstatt Bellmer. Dort stellt Bellmer sein Atelier sozial Benachteiligten zur Verfügung, malt gemeinsam mit Kindern und stellt weitere Räumlichkeiten der Kulturwerkstatt für Workshops, Lesungen und Theateraufführungen zur Verfügung.

## Veröffentlichungen

### Romane, Drehbücher und Bücher über Malerei
- Wolfgang Bellmer: Die durstige Insel. Relief-Verlag, München 1970.
- Wolfgang Bellmer: Toten schenkt man nichts. Drehbuch SOKO-Leipzig, Staffel 3, Episode 8, Erstausstrahlung 10. Januar 2003.
- Wolfgang Bellmer: Benni und die Detektiveo. Drehbuch SOKO-Leipzig, Staffel 4, Episode 5, Erstausstrahlung 21. November 2003.
- Wolfgang Bellmer: Schöne Grüße von Olga. Reprint-Verlag, Leipzig 2009, ISBN 978-3-8262-0240-7.
- Wolfgang Bellmer: Wer kauft schon den Eiffelturm. Weserland-Verlag, Holzminden 1982.
- Wolfgang Bellmer: Weser-Berg-Land und der Maler Wolfgang Bellmer. DELL’ARTE Verlag, Holzminden 1995, ISBN 3-9804491-5-7.
- Wolfgang Bellmer: Farben hinter Glas. DELL’ARTE Verlag, Holzminden 2012, ISBN 978-3-9804491-7-5.
- Wolfgang Bellmer: Bumerang. Dell'Arte-Verlag, Holzminden 2012, ISBN 978-3-9804491-6-8.
- Wolfgang Bellmer: Das Pyrmont Komplott. Books-on-demand-Verlag, 2014, ISBN 978-3-86386-621-1.
- Wolfgang Bellmer: Elise und ihre Schwäche für den aufrechten Gang. Verlag Jörg Mitzkat, Holzminden 2016, ISBN 978-3-95954-008-7.
- Wolfgang Bellmer: Elise und die Sonate der Angst. Verlag Jörg Mitzkat, Holzminden 2017, ISBN 978-3-95954-010-0.
- Wolfgang Bellmer: Elise und die Summe der Tage. Verlag Jörg Mitzkat, Holzminden 2018, ISBN 978-3-95954-052-0.
- Wolfgang Bellmer: Die Kiste. Verlag Jörg Mitzkat, Holzminden 2021, ISBN 978-3-95954-110-7.
- Wolfgang Bellmer: Die Reise der Bilder – der Roman. Verlag Jörg Mitzkat, Holzminden 2022, ISBN 978-3-95954-130-5.
- Wolfgang Bellmer: Die Reise der Bilder – der Bildband. Verlag Jörg Mitzkat, Holzminden 2022, ISBN 978-3-95954-132-9.

### Ausstellungsübersicht (Auswahl)
- 2021 Kulturwerkstatt Eschershausen, Werkschau
- 2020 Gotisches Kornhaus am Münster, Bad Doberan
- 2018 Oppach, Süd-Ost Siedlung, Hinter-Glasbilder an Fassaden
- 2017 Rathenaustraße 4 und 6, Berlin, Hinter-Glasbilder, Fassaden und Verkehrsflächen
- 2016 SIEKMANN STEEL, Villa Siekmann
- 2014 ASK-Hauptverwaltung, Berlin
- 2012 Schlosspark Bad Pyrmont, Große Hinter-Glas-Bilder
- 2011 Renaissance-Schloss Bevern
- 2010 Verband der Deutschen Elektrizitätswirtschaft, VdEW, Hauptverw. , Berlin
- 2010 Olbersstraße 8, Berlin
- 2006 Haus der Bilder, Zionskirchstr 16, Berlin
- 2005 Palais de Festival, Grasse
- 2004 MONS INDIGO, Berlin
- 2003 Les Hibiscus, Cabris, Frankreich
- 2002 B(U)ILDINDS, Leipzig
- 2001 Schloss Fürstenberg, Fürstenberg (NRW)
- 2000 Soleillade, Spéracèdes, Frankreich
- 1999 Galerie Espace DELILLE, Nizza, Frankreich
- 1998 Cadzand, Gemeindehaus, Niederlande
- 1997 Niedersächsisches Landesmuseum Braunschweig
- 1986 Galerie Staffelei, Holzminden
- 1986 Siekmann Steel, Villa Siekmann, Bünde
- 1980 NORD/LB
- 1978 Totowa, New Jersey. USA, Dragoco-Stiftung